# Super Bowl IV
Il Super Bowl IV è stata la partita di finale della tra i vincitori della National Football League (NFL) e della American Football League (AFL) nella stagione 1969, disputata il 11 gennaio 1970 al Tulane Stadium di New Orleans. A vincere furono i campioni della AFL, i Kansas City Chiefs, contro i campioni NFL, i Minnesota Vikings. per 23-7. Con questa vittoria le squadre della AFL si portarono sul 2-2 nella serie. Questa fu l'ultima finale del campionato AFL-NFL prima che le due leghe si fondessero l'anno successivo.
Malgrado la vittoria dei New York Jets della AFL nel Super Bowl dell'anno precedente, molti giornalisti sportivi e tifosi ritennero che si fosse trattato di un fuoco di paglia e che la NFL fosse ancora superiore alla AFL, attendendosi una vittoria dei Vikings sui Chiefs; i Vikings giunsero al Super Bowl come favoriti dai 12,5 ai 13 punti dagli scommettitori. Minnesota aveva terminato la stagione regolare con un record di 12-2, battendo nella finale del campionato NFL 1969 i Cleveland Browns, 27–7. I Chiefs, che avevano gia preso parte al primo Super Bowl, avevano terminato la stagione regolare con un bilancio di 11–3 e avevano sconfitto gli Oakland Raiders nella finale del campionato AFL 1969.
In un clima umido, la difesa dei Chiefs dominò il Super Bowl IV limitando l'attacco di Minnesota a sole 67 yard corse, forzando tre intercetti e recuperando due fumble. Len Dawson di Kansas City divenne il quarto quarterback consecutivo ad essere nominato Super Bowl MVP. Completò 12 passaggi su 17 per 142 yard e un touchdown, con un intercetto. Corse anche tre volte per 11 yard.

## Marcature
Tulane Stadium, New Orleans, Louisiana
- Data: 11 gennaio 1970
- Ora: 2:40 p.m. CST
- Tempo atmosferico: 16 °C (61 °F), molto nuvoloso, terreno bagnato

| Quarto | Tempo | Squadra | Drive | Drive  | Drive | Informazioni                                          | Punteggio | Punteggio |
| Quarto | Tempo | Squadra | Yard  | Giochi | Tempo | Informazioni                                          | MIN       | KC        |
| ------ | ----- | ------- | ----- | ------ | ----- | ----------------------------------------------------- | --------- | --------- |
| 1      | 6:52  | KC      | 42    | 8      | 4:06  | Field goal di Jan Stenerud da 48 yard                 | 0         | 3         |
| 2      | 13:20 | KC      | 55    | 8      | 4:48  | Field goal di Jan Stenerud da 32 yard                 | 0         | 6         |
| 2      | 7:52  | KC      | 27    | 4      | 2:13  | Field goal di Jan Stenerud da 25 yard                 | 0         | 9         |
| 2      | 5:34  | KC      | 19    | 6      | 1:47  | TD: Mike Garrett su corsa da 5 yard                   | 0         | 16        |
| 3      | 4:32  | MIN     | 69    | 10     | 4:34  | TD: Dave Osborn su corsa da 4 yard                    | 7         | 16        |
| 3      | 1:22  | KC      | 82    | 6      | 3:10  | TD: Otis Taylor su passaggio da 46 yard di Len Dawson | 7         | 23        |

## Formazioni titolari
Fonte:
| Kansas City         | Ruolo | Minnesota            |
| ------------------- | ----- | -------------------- |
| Attacco             |       |                      |
| Frank Pitts #25     | WR    | Gene Washington #84  |
| Jim Tyrer #77       | LT    | Grady Alderman #67   |
| Ed Budde #71        | LG    | Jim Vellone #63      |
| E.J. Holub #55      | C     | Mick Tingelhoff #53  |
| Mo Moorman #76      | RG    | Milt Sunde #64       |
| Dave Hill #73       | RT    | Ron Yary #73         |
| Fred Arbanas #84    | TE    | John Beasley #87     |
| Otis Taylor #89     | WR    | John Henderson #80   |
| Len Dawson #16      | QB    | Joe Kapp #11         |
| Mike Garrett #21    | RB    | Dave Osborn #41      |
| Robert Holmes #45   | RB    | Bill Brown #30       |
| Difesa              |       |                      |
| Jerry Mays #75      | LE    | Carl Eller #81       |
| Curley Culp #61     | LDT   | Gary Larsen #77      |
| Buck Buchanan #86   | RDT   | Alan Page #88        |
| Aaron Brown #87     | RE    | Jim Marshall #70     |
| Bobby Bell #78      | LOLB  | Roy Winston #60      |
| Willie Lanier #63   | MLB   | Lonnie Warwick #59   |
| Jim Lynch #51       | ROLB  | Wally Hilgenberg #58 |
| Jim Marsalis #40    | LCB   | Earsell Mackbee #46  |
| Emmitt Thomas #18   | RCB   | Ed Sharockman #45    |
| Jim Kearney #46     | SS    | Karl Kassulke #29    |
| Johnny Robinson #42 | FS    | Paul Krause #22      |